# Карелия-Брасс
Карелия-Брасс — ансамбль медных духовых инструментов из Петрозаводска (Республика Карелия), выступающий с 1973 года.

## История
Ансамбль «Карелия-Брасс» был образован в 1973 году выпускником Петрозаводского филиала Ленинградской консерватории Леонидом Будановым (труба). Он стал постоянным художественным руководителем ансамбля и аранжировщиком.
Первые выступления в 1973 году проходили в составе:
- Леонид Буданов (труба), Заслуженный артист Республики Карелия
- Станислав Штатнов (труба), заслуженный артист России (1995)
- Виктор Корняков (валторна)
- Владимир Воронков (тромбон), Заслуженный работник культуры Российской Федерации
- Алексей Вебер (туба).

В состав ансамбля в разные годы входили солисты Симфонического оркестра Карельской гос. филармонии: Заслуженный артист Республики Карелия Руслан Девликамов (труба), Заслуженный артист КАССР Дмитрий Иванов (труба), Заслуженный артист КАССР Леонид Миронюк (валторна), Заслуженный артист Республики Карелия Валерий Сорокин (валторна), Заслуженный артист России Виктор Перевозников (тромбон), Игорь Тимошкин (тромбон), Роман Савосько (тромбон), Сергей Каганович (туба), Заслуженный артист Республики Карелия Юрий Ковалёв (туба), Александр Костров (туба), Заслуженный артист России и КАССР Владимир Гайков (ударные).
Ансамбль активно гастролировал по городам Карелии, Советского Союза, России, а также за рубежом. В его репертуаре музыка разных жанров, эпох и стилей: старинная, классическая, современная, авангард и джаз (С. Шейд, Б. Эвальд, Дж. Гершвин, Р. Щедрин, Д. Брубек, Т. Гройя, Д. Халлиган, А. Быканов, Б. Оджеда, В. Шистин, В. Баркалов). Большинство аранжировок сделал Леонид Буданов.

## Действующий состав
В 2019 году ансамбль выступал в составе:
- труба — Руслан Девликамов, Заслуженный артист Республики Карелия, солист симфонического оркестра Карельской филармонии.
- труба — Александр Казарин, Заслуженный артист Республики Карелия, солист симфонического оркестра Карельской филармонии.
- валторна — Валерий Сорокин, Заслуженный артист Республики Карелия, артист симфонического оркестра Карельской филармонии.
- тромбон — Анатолий Каменев, солист симфонического оркестра Карельской филармонии.
- туба — Александр Костров, солист симфонического оркестра Музыкального театра Республики Карелия.
- ударные инструменты — Валерий Бобков, Заслуженный артист Республики Карелия, солист симфонического оркестра Карельской филармонии.